# Hội chứng mất đoạn 1p36
Hội chứng mất đoạn 1p36 là một bệnh di truyền bẩm sinh đặc trưng từ trung bình đến nặng thiểu năng trí tuệ, tăng trưởng chậm, hạ huyết áp, co giật, khả năng nói hạn chế, dị tật, khiếm thính và thị lực, và đặc điểm khuôn mặt khác biệt. Các triệu chứng có thể khác nhau, tùy thuộc vào vị trí chính xác của việc mất đoạn nhiễm sắc thể.
Tình trạng này là do mất đoạn gen (mất một đoạn DNA) trên dải ngoài cùng trên cánh tay ngắn (p) của nhiễm sắc thể số 1. Đây là một trong những hội chứng xóa phổ biến nhất.  Người ta ước tính rằng hội chứng xảy ra ở một trong mỗi 5.000 đến 10.000 ca sinh.

## Dịch tễ học
Hội chứng mất đoạn 1p36 là hội chứng mất đoạn giai đoạn cuối phổ biến nhất ở người. Nó xảy ra ở giữa 1 trong 5000 và 1 trong 10000 ca sinh sống.

## Triệu chứng
Một đứa trẻ mới biết đi cho thấy các triệu chứng trên khuôn mặt của hội chứng. Hội chứng mất đoạn 1p36 là một rối loạn di truyền bẩm sinh được đặc trưng bởi khuyết tật trí tuệ từ trung bình đến nặng, chậm phát triển, hạ huyết áp, co giật, khả năng nói hạn chế, dị tật, khiếm thính và thị lực, và các đặc điểm khuôn mặt khác biệt.

### Nguyên nhân
Hội chứng mất đoạn 1p36 được gây ra bởi việc mất đoạn vật liệu di truyền từ một vùng cụ thể trong nhánh ngắn (p) của nhiễm sắc thể 1. Các dấu hiệu và triệu chứng của hội chứng mất đoạn 1p36 có thể liên quan đến việc mất nhiều gen ở vùng này. Kích thước của việc mất đoảm khác nhau giữa các cá nhân bị ảnh hưởng đến sức khoẻ.

## Điều trị
Không có cách nào để điều trị hội chứng mất điận 1p36, và điều trị tập trung vào việc làm giảm các triệu chứng của bệnh. Đặc biệt quan trọng là thuốc thích hợp cho các biểu hiện nội tiết và thần kinh, chẳng hạn như thuốc chống động kinh. Khó khăn khi cho ăn có thể được quản lý bằng các thiết bị trợ giúp chuyên dụng hoặc bằng ống dẫn thức ăn.

## Dịch tễ học
Hội chứng mất đoạn 1p36 là hội chứng mất đoạn giai đoạn cuối phổ biến nhất ở người. Nó xảy ra ở giữa 1 trong 5000 và 1 trong 10000 ca sinh sống.